# Paolina Bonaparte
Maria Paola Buonaparte, conosciuta semplicemente come Paolina Bonaparte (Ajaccio, 20 ottobre 1780 – Firenze, 9 giugno 1825), è stata una principessa italiana, sorella minore dell'imperatore francese Napoleone Bonaparte. Donna di documentata bellezza e fascino, sposò nel 1797 il generale Charles Victoire Emmanuel Leclerc, amico di Napoleone, di cui rimase vedova nel 1802. L'anno successivo, su richiesta del fratello Napoleone, sposò un personaggio la cui famiglia faceva parte dell'antica nobiltà romana: il principe Camillo Borghese, di cinque anni più anziano di lei.
Piuttosto irrequieta, amante dello sfarzo e della vita di corte, fece molto parlare di sé a causa del suo comportamento anticonformista, come ad esempio posare nuda, nel 1805, per essere immortalata da Antonio Canova nella celebre statua di Venere vincitrice. Divenne Principessa di Guastalla nel 1806 e risiedette a Torino, città che non amò mai, ritenendola fredda e provinciale, in quanto il marito era stato nominato governatore dei dipartimenti francesi in Italia. Morì a 44 anni nel 1825 a causa di un cancro al fegato.

## Biografia

### Infanzia e giovinezza
Nacque ad Ajaccio, con un parto senza complicazioni, venerdì 20 ottobre 1780 da Carlo Maria Bonaparte, politico e patrizio italiano, e dalla nobile Letizia Ramolino. Il giorno dopo la bambina, sesta di otto fratelli, venne battezzata con i nomi di Maria Paola nella cattedrale di Ajaccio, con l'arcidiacono Luciano Bonaparte suo prozio per padrino. La bambina, chiamata da tutti Paoletta, presentava un difetto ai padiglioni auricolari, sottili e senza rilievo.
La famiglia Bonaparte era molto numerosa e anche povera ma, appartenente a un ceto superiore rispetto ai semplici contadini, vivendo in una casa modesta e considerandosi nobile non pagava le tasse. Paoletta nacque durante lotte intestine nella Corsica dell'epoca, in cui il partito dei realisti e degli autonomisti isolani, che riceveva aiuti dagli inglesi, si contrapponeva a quello dei filofrancesi, seguaci della repubblica.

Napoleone, fratello maggiore di Paolina (1792)

Nel 1785, Paoletta rimase orfana di padre e fu la madre Letizia a tenere unita la famiglia, che si trovava in ristrettezze economiche, insegnando ai figli ad aiutarsi reciprocamente e a seguire con tenacia i propri obiettivi. Solo Paoletta si distingueva, dimostrando fin da bambina una grande insofferenza alle regole sociali del momento e tutto ciò che sentiva come una costrizione, fra cui lo studio.
Il ritorno di Pasquale Paoli nell'isola (1790) provocò una scissione insanabile fra la fazione filofrancese e quella filoinglese. Paoli dichiarò infatti apertamente di voler cedere l'isola all'Inghilterra e si impegnò alla realizzazione del progetto, tacciato di traditore dai francesi. Nella congiuntura politica che seguì, i francesi furono esiliati e perseguitati.
Nel 1793 la famiglia Bonaparte si rifugiò ai Milelli, una casa nella boscaglia sovrastante Ajaccio, quando alcuni patrioti corsi appiccarono il fuoco alla loro casa. A quel punto intervenne Napoleone a salvare la famiglia grazie a una fregata francese, che nel maggio 1793 salpò da Calvi portando i Bonaparte nella Francia meridionale. Gli esuli giunsero a Tolone, dove la situazione non era tuttavia più tranquilla che in Corsica. Realisti e rivoluzionari si contendevano la città, e vi era il rischio quotidiano di assedi o sommosse popolari. Letizia non poteva restare; prese con sé i figli e li condusse in una piccola località non lontana, La Villette. Da qui si recò a Bandol e infine a Marsiglia.
In Francia ben presto si cominciò a francesizzare il nome di Paoletta che divenne Paulette per poi divenire Pauline, cioè Paolina.
A Marsiglia, Napoleone presentò Paolina alla famiglia di Louis Fréron con l'intento di fargliela sposare, ma Letizia, contraria all'unione, negò all'uomo la mano della figlia. Fréron venne poi accusato di appropriazione indebita e, nonostante il suo tentativo di difendersi, cadde in disgrazia. A quel punto anche Napoleone, in quel momento impegnato con l'Armata d'Italia, gli negò la mano della sorella. Scrisse alla moglie Giuseppina: «Fai sapere a Fréron che l'intenzione della mia famiglia è di NON concedere la mano di Paolina, e che sono pronto a qualsiasi passo sia necessario per tenervi fede.»
Paolina invece continuò un carteggio con l'uomo del quale si diceva innamorata, anche quando scoprì che aveva un'amante e tre figli. Alla fine però i due dovettero terminare la loro relazione, e Paolina dovette infrangere il suo voto di fedeltà verso Fréron. Napoleone aveva deciso infatti di richiamare la sua famiglia a Milano dove avrebbe fatto sposare Paolina con Victor Emanuel Leclerc, un suo valoroso militare, distintosi nella battaglia di Rivoli e successivamente elevato al rango di generale.

### Il primo matrimonio

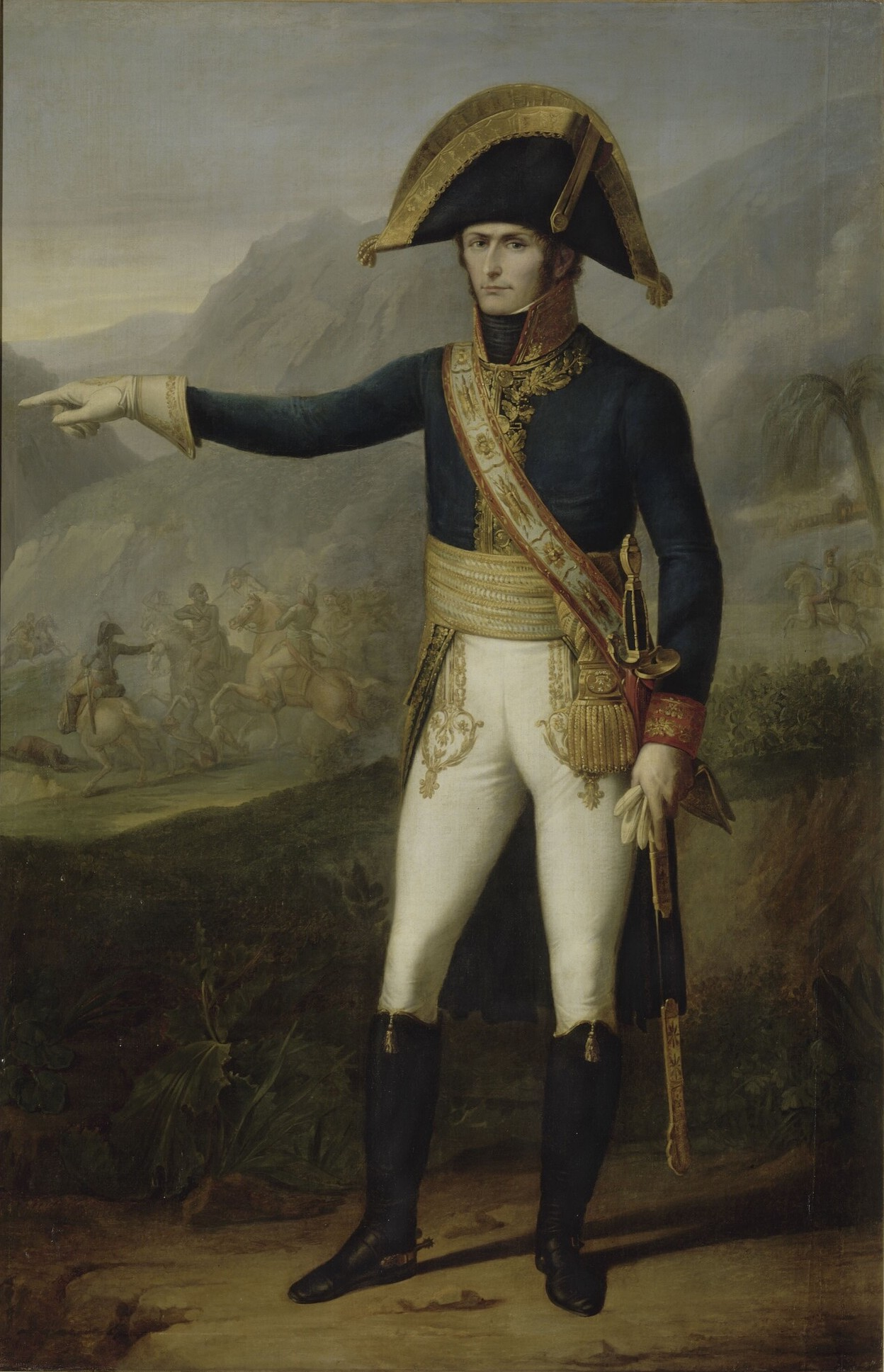
Charles Victoire Emmanuel Leclerc

Dopo un lungo tragitto, Paolina arrivò a Palazzo Serbelloni, vicino a Milano, dove Napoleone aveva il suo quartier generale. Qui Paolina venne ammirata da tutti per la sua bellezza. Talvolta dicevano che somigliava, per contegno, al fratello Napoleone, altre volte somigliava alla madre che ai suoi tempi era stata una bellezza. Il poeta Arnault, ammiratore del condottiero corso - nonché, a partire dal 1797, politicamente al suo servizio -, scrisse che Paolina riuniva in sé tutte le doti della perfezione fisica e, al contempo, tutto ciò che di più bizzarro esistesse in termini di qualità morali.
A inizio giugno 1797 giunse al castello di Mombello, quartier generale estivo di Napoleone, Letizia con la figlia maggiore Elisa Bonaparte, recentemente sposatasi civilmente con Felice Baciocchi.
Il matrimonio civile di Paolina e Leclerc venne celebrato la mattina del 14 giugno (il registro con le firme degli sposi è ancora oggi custodito presso l'archivio della chiesa parrocchiale di Bovisio Masciago). La sera dello stesso giorno, venne celebrata anche la cerimonia religiosa in cui vennero sposati Elisa e Felice. Secondo una clausola del contratto matrimoniale di Paolina, Napoleone avrebbe donato alla sorella quarantamila franchi da dare a Leclerc e, in cambio, Paolina avrebbe rinunciato alle sue pretese sulle proprietà familiari dei Bonaparte. Napoleone e la moglie Giuseppina accompagnarono i novelli sposi durante la loro luna di miele, che ebbe come teatro il lago di Como.
Quando Napoleone tornò a Parigi, Leclerc venne nominato comandante in capo dell'armata d'Italia e si stabilì insieme alla moglie a Palazzo Serbelloni. Fu in questo periodo che Paolina rimase incinta. Il figlio nacque il 20 aprile 1798 nella casa della coppia, Palazzo Graziani. Fu Napoleone, nominato padrino, a dare il nome al bambino, che venne chiamato Dermide come un eroe dei poemi di Ossian.
Nell'ottobre 1798, Paolina, insieme al figlio, seguì il marito a Parigi, dove era stato trasferito dopo aver dato le dimissioni da comandante in capo dell'esercito in Italia a causa di alcuni problemi di salute.
Nella città francese Paolina si diede alla più sfrenata vita mondana. La sua ambizione principale era quella di sfoggiare l'abbigliamento più abbacinante alle numerose feste organizzate nelle case dei nobili parigini, in modo da essere ammirata da tutti. La grande bellezza di cui era dotata infatti, colpiva gli uomini e Paolina non tardò a tradire il marito con numerosi amanti. Frivola e vacua, non aveva una buona istruzione, né se ne crucciava. «Non parlava che di toilettes, preoccupazione principale della sua vita e non sopportava che si parlasse d'altro intorno a lei. Per piacerle bisognava occuparsi soltanto di cappelli, vestiti, ninnoli e gioielli. Ma se taluno commetteva l'imprudenza di parlare di musica, di pittura, di storia, poteva essere certo di cadere in disgrazia presso la bella signora».
Questo giudizio, proveniente da una dama ostile, è forse eccessivo ma la realtà non doveva essere troppo distante. Passava anche una settimana intera per prepararsi ai ricevimenti in casa della duchessa d'Abrantés, sua più intima amica, pretendendo di figurare come la più bella, provando gelosia anche per la sorella Carolina che nel frattempo era diventata un'avvenente adolescente.
Ebbe molte relazioni extra-coniugali più o meno sicure, come quella con Auguste de Montesquieu, ma nessuno le fece perdere la testa come l'attore Lafon, che al Théâtre Français spopolava in quei ruoli tragici che tanto piacevano alle dame dell'epoca. Dotato di fascino e molto a proprio agio nella vita mondana, Lafon divenne dal 1801 l'amante ufficiale di Paolina. Lo scandalo assunse dimensioni significative, al punto che Napoleone impose a Leclerc di partire nel 1802 alla volta di Santo Domingo, per prendere parte alla seconda spedizione contro i ribelli indigeni.

#### Santo Domingo

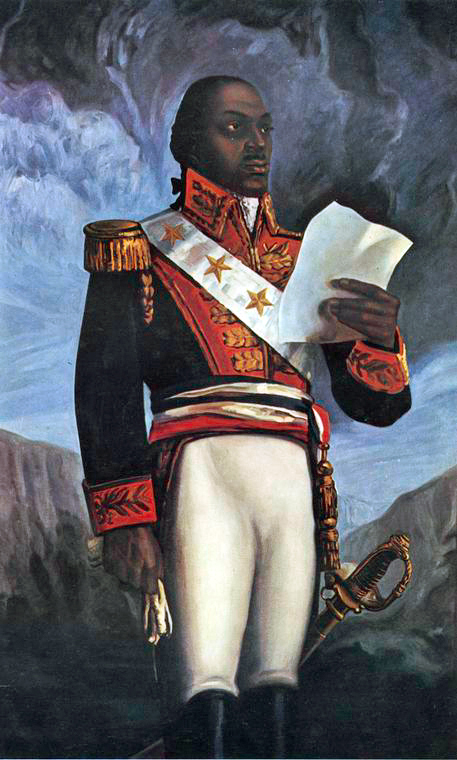
Toussaint Louverture

Nell'agosto 1791 era cominciata a Santo Domingo la ribellione degli schiavi neri nella zona settentrionale. Piantagioni di zucchero e caffè vennero incendiate e molti francesi uccisi. I ribelli costituirono la società degli Amis des Noirs (Amici dei Neri) che diede, con decreto del 15 maggio 1792, alle persone di colore nate da padre e madre liberi, gli stessi diritti dei bianchi. La Francia continentale guardava con preoccupazione a una situazione che comportava perdite umane, territoriali e d'importazione. Il generale Laveaux, l'ultimo governatore di santo Domingo, era in ambasce e gli inglesi tentarono di impadronirsi dell'isola. Il capo dei ribelli, Toussaint Louverture, indigeno nato da genitori liberi, propose un'alleanza con Laveaux al fine di scongiurare l'attacco inglese. Louverture fu così nominato nel 1795 prima generale di brigata e poi generale di divisione.
I francesi condussero alle Antille una prima spedizione nel 1798 comandata dal generale Hédouville, che entrò in conflitto con Louverture, il quale si impadronì, nel gennaio 1801, della zona spagnola dell'isola. Già nel novembre 1799 Napoleone aveva disposto l'invio di tremila uomini, ma la spedizione fu ritardata fino al 1801, e il 24 ottobre Leclerc ne fu nominato comandante in capo. Malgrado tutto fosse pronto per salpare da Brest alla fine di novembre, gli uomini, nel frattempo divenuti settemila, non partirono che il 14 dicembre.
Il ritardo fu causato da Paolina che in tutti i modi procrastinava il suo arrivo nella città bretone, poco vogliosa di abbandonare i costumi parigini. Il suo spirito però si rinfrancò nel tragitto a bordo dell'Océan. Qui ritrovò Fréron, e intrattenne nelle serate gli ufficiali che ne ammiravano la bellezza. Il viaggio fu spensierato, e nessuno presagiva la tragedia che sarebbe sopraggiunta alle Antille.
Anche Dermide era sull'imbarcazione, e Paolina si abbandonava ogni tanto alle tenere cure verso il figlio. Esménard, uno dei membri della spedizione, paragonò la Bonaparte alla Galatea dei Greci e alla Venere del mare, mentre tutti, convinti che Toussaint Louverture avesse accumulato immense ricchezze, presagivano di conquistare un bottino col quale sarebbero tornati ricchi in Francia.
Il 1º febbraio gli effettivi sbarcarono a Santo Domingo, e il 5 febbraio cominciarono le ostilità, dopo che Leclerc tentò una conciliazione che si vide rifiutata da Louverture. I grovigli di liane, la giungla, la pianura e la montagna favorivano un'azione mimetica da parte dei locali. Nei mesi uccisero quasi duemila francesi ferendone altri tremila. Paolina si stabilì dapprima in una casa a Le Cap, ma, visti i pericoli, venne tradotta all'Ile de la Tortue, dove fu allestito anche l'ospedale per i feriti di guerra. Madame Leclerc non tradì le usanze consuete: «Il sole dei Tropici si stupì della sua travolgente sensualità».
Nulla si sa di preciso, ma molti indizi lasciano pensare che si concedesse a generali dell'esercito ribelle, forse anche alcuni tra i più significativi. In tutto questo, non mancò in Paolina la dignità. Quando il 18 ottobre il marito diede ordine di portarla assieme a Dermide lontano da Cap (dove era nel frattempo tornata), rifiutò: «Io non m'imbarcherò se non con mio marito o morirò». Anche più avanti, quando si trovò vittima di un'imboscata, dette prova di molto coraggio.
Leclerc però intanto si ammalò e nella notte tra il 1° e il 2 novembre morì. Il lutto di Paolina non durò molto. Dopo aver commissionato la bara di legno con cui si imbarcò sullo Swiftshure che tornava in Francia, ebbe modo di consolarsi lungo il tragitto con il prestante generale Humbert. Il 16 gennaio la sorella del Primo Console rivide Tolone, e fu subito condotta a Parigi, dove abitò qualche tempo al Faubourg Saint-Honoré assieme al fratello Giuseppe a palazzo Mabeuf.

### Principessa Borghese

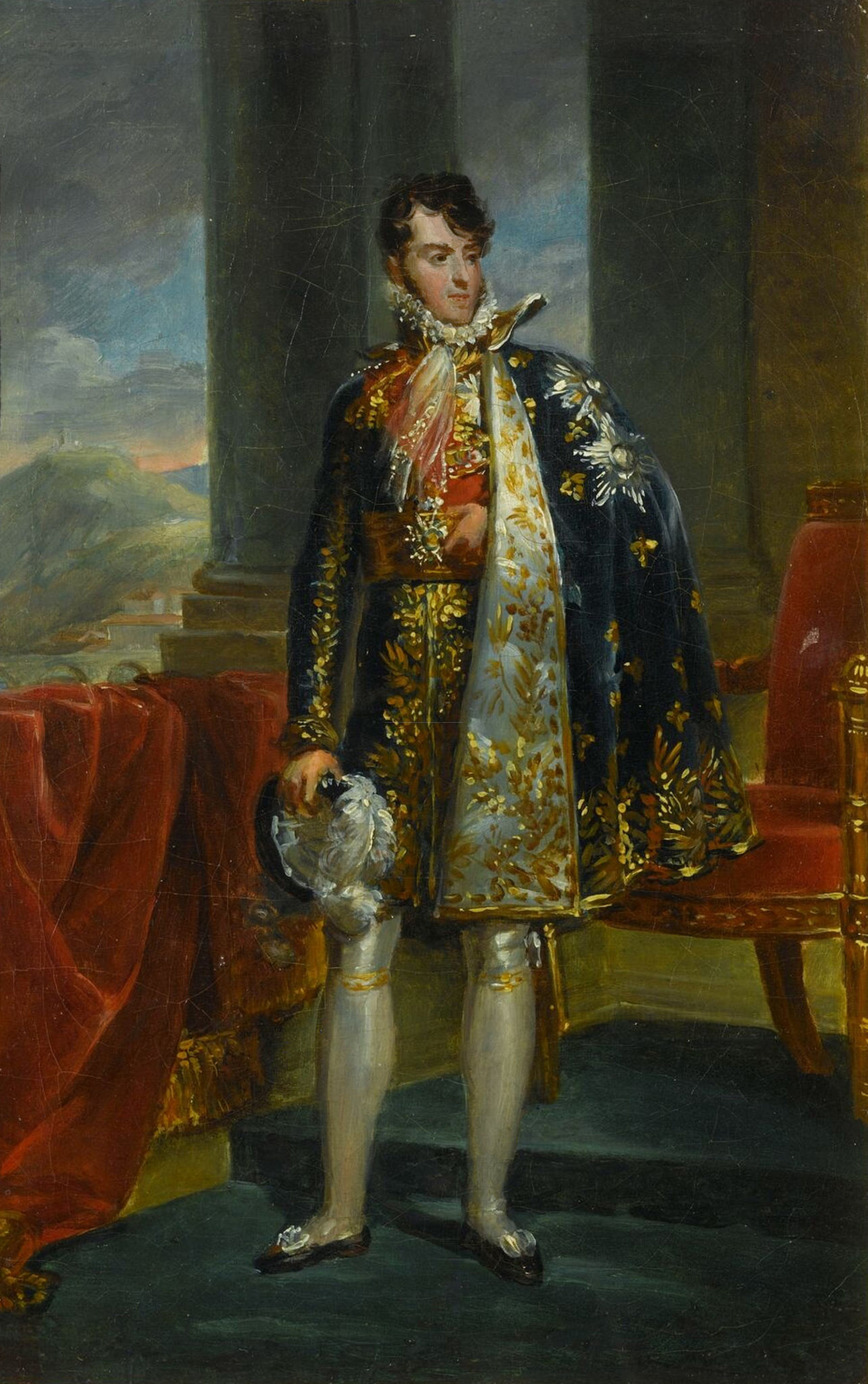
Il principe Camillo Borghese in un dipinto di François Gérard

Ritornata a Parigi, fu costretta in casa per alcuni mesi, stanca e malata, in preda a una noia insostenibile. Passata la convalescenza, lo splendore rifluì nuovamente sul suo volto e la consueta vita amorosa ricominciò. Intrecciò nuovamente un rapporto con Lafon, che non aveva dimenticato nel soggiorno dominicano, e divenne assidua frequentatrice dei locali alla moda. Il lutto che portò formalmente per un anno non dovette essere altro che una convenzione esteriore.
Sempre nel 1803 viveva a Parigi un principe romano bello e alquanto frivolo. Camillo Borghese era, dei due figli di Marcantonio Borghese, quello educato ad amare la Francia e fu in effetti un fervente napoleonico partecipando alle campagne del 1796 e del 1797. Aveva un'invidiabile dote di due milioni, oltre a possedere l'altrettanto invidiabile titolo nobiliare. Il primo incontro con Paolina avvenne a Palazzo Mabeuf mentre a Palazzo Brienne veniva presentato a Napoleone dal ministro di Toscana a Parigi, il cavalier Angiolini.
Napoleone diede il proprio consenso alle nozze e Paolina vide realizzarsi un sogno. Senza l'autorizzazione del Primo Console, però, i due non attesero che fosse passato un anno dalla morte di Leclerc e si sposarono nella chiesa di Mortefontaine il 23 agosto 1803. Quando Napoleone lo venne a sapere andò su tutte le furie, e per la collera rifiutò di partecipare al matrimonio civile, tenutosi ancora a Mortefontaine il 6 novembre.

#### Roma
Paolina e il principe, assieme al figlio avuto dal primo matrimonio, Dermide (Dermid in francese), si trasferirono nelle residenze romane dei Borghese e la sposa, in quanto signora assoluta di Palazzo Borghese, si dedicò alle feste e allo sfarzo che tanto amava e all'infedeltà.
Si pensa siano all'incirca una trentina gli amanti che ebbe nei venti anni di matrimonio con Camillo Borghese il quale, all'inizio, assistette senza reagire ai tradimenti della moglie.
Tuttavia la principessa, pur in mezzo a tante bellezze, si annoiava. Un giorno le fu proposto un diversivo, quello di andare a visitare la biblioteca che da molti decenni era stata abbandonata a sé stessa. Quando si trovarono le chiavi grande fu la sorpresa di Paolina, che trovò la prima stanza in fiamme: era stata sufficiente la luce delle lanterne riflessa sulle ragnatele per causare un incendio altrettanto facilmente sedato.

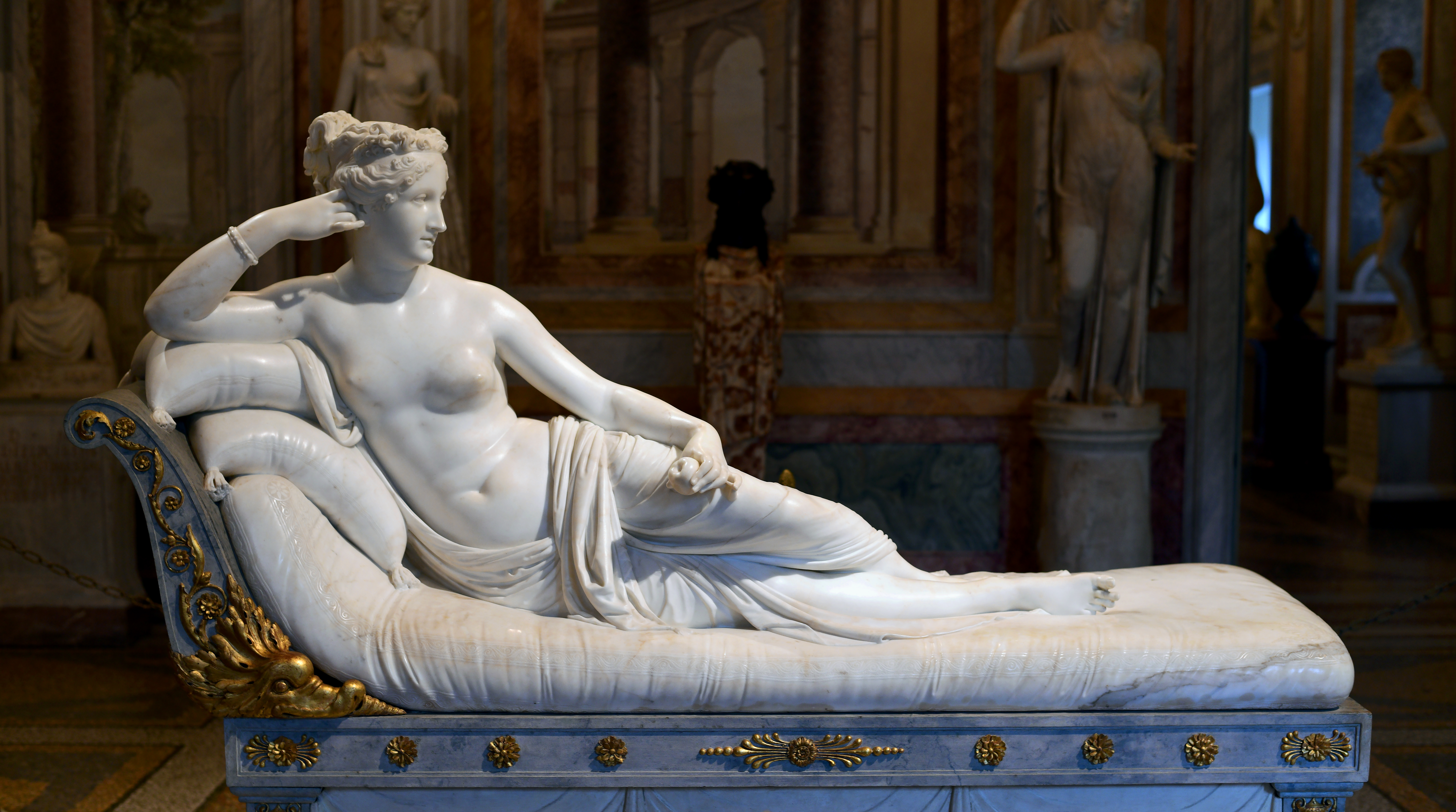
Venere vincitrice con le sembianze di Paolina Bonaparte. Scultura di Antonio Canova

La città non piaceva a Paolina. La sentiva ostile e faticava ad accettarne usi e costumi, disprezzando oltretutto un marito che spesso la lasciava sola per recarsi a Torino. Si alienò presto anche la simpatia del popolo e della nobiltà romana: «vi si trova [nel giardino di villa Borghese] anche un passeggio piacevolissimo dove i nobili come il popolo di Roma vanno in folla per ricrearsi all'ombra delle querce sempre verdi. Ma da qualche tempo esso è meno frequentato di prima perché la nuova principessa Borghese ha chiuso la più grande e più bella parte del parco per erborizzarvi o sia pure per tutt'altra ragione».
Il fratello la richiamò più volte all'ordine, invitandola ad adattarsi alla vita capitolina, e minacciando di lasciarla sola qualora avesse abbandonato il marito e fosse tornata a Parigi senza di lui. L'indole di Paolina non era tuttavia certo di quelle abituate a obbedire, e la principessa si recò spesso a Parigi, assistendo tra l'altro all'incoronazione di Napoleone il 2 dicembre 1804.
Pessimo era il rapporto con la cognata Giuseppina di Beauharnais. L'invidia e il disprezzo erano reciproci. Siccome la moglie di Napoleone non poteva avere figli, Paolina spronava il fratello a chiedere il divorzio, a maggior ragione dopo l'incoronazione, per perpetuare la dinastia. Non meno cattive erano le parole di Giuseppina, che arrivò a spargere la voce di rapporti incestuosi tra la principessa Borghese e il fratello, salvo essere costretta a scusarsi in seguito alla rabbiosa reazione del marito.
Nominata nel marzo 1806 principessa di Guastalla, ebbe così un titolo onorifico del tutto simbolico, poiché regnava di fatto su un paesino di campagna. Molto interessante è tuttavia la Corte che le fu messa a disposizione; comprendeva tra le tante persone dame di compagnia, un medico, un chirurgo e un farmacista ufficiali e niente meno che il cardinale Giuseppe Maria Spina, arcivescovo di Genova, come primo elemosiniere.
Nel 1807 ci fu un riavvicinamento forzato e fugace tra i coniugi Borghese, ma Paolina ebbe comunque un grande momento di gloria per la sua vanità. Canova la ritrasse languidamente distesa e in quasi completa nudità. Alcuni sostennero che lo scultore avesse corretto alcuni difetti delle gambe di Paolina, ma la duchessa d'Abrantès, che le vide spesso, disse di non aver mai notato questi "difetti". La Venere vincitrice fu per qualche tempo esposta al pubblico ma la fedeltà con l'originale suscitò presto la gelosia del principe, che impedì ai visitatori di continuare a venire a contemplare la statua.
Il marito Camillo comunque era spesso assente e la consorte aveva modo di condurre la vita che più le piaceva, immersa nello sfarzo e nella vanità. Paolina sentiva però anche il bisogno di evadere talvolta da quella vita fittizia, in cerca di esperienze più profonde: si narra che, oltre agli amanti "ufficiali", vivesse un certo numero di avventure clandestine, come quando nel 1805 si recò velata, per non farsi riconoscere, a una festa che si teneva al Jardin du Luxembourg, incontrando un giovane che avrebbe frequentato in seguito con appuntamenti furtivi in cui disse di chiamarsi Amelia. Gli incontri cessarono poi improvvisamente, e quale dovette essere lo stupore dell'uomo quando due anni più tardi scoprì la vera identità della donna, che, riconosciutolo, ordinò di farlo convenire il giorno seguente presso il ministro dell'Interno Montalivet, che gli diede una carica importante in un dipartimento del Nord. Era questo il modo di Paolina di esprimere la propria riconoscenza.
Napoleone era al corrente del comportamento di Paolina, ma preferì lasciar correre, un po' perché non ledeva l'equilibrio imperiale, un po' perché «tollerava la cattiva condotta di qualche persona della sua famiglia perché sapeva che non avrebbe potuto reprimerla».

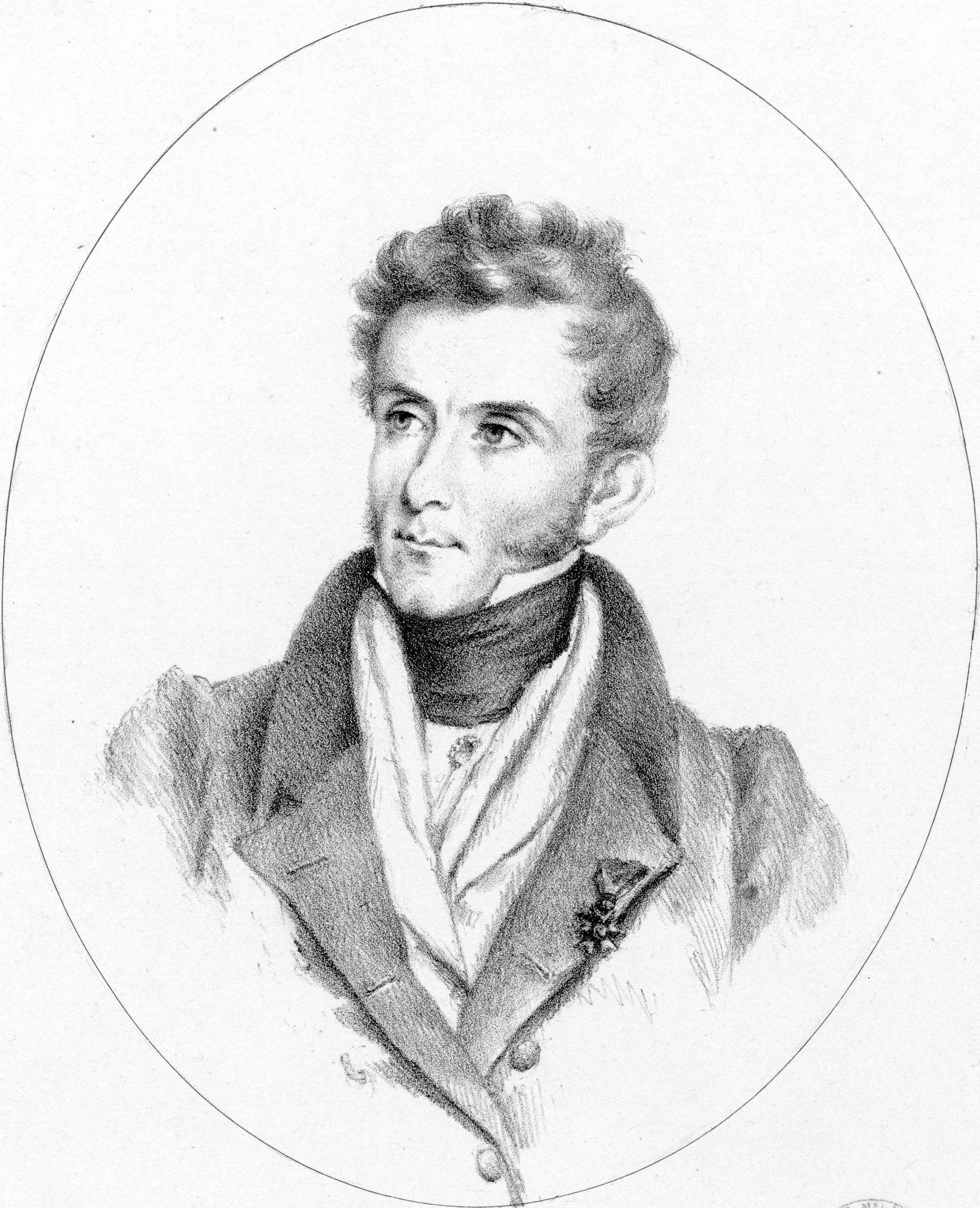
Felice Blangini

Oltre a queste avventure segrete che tradivano l'insoddisfazione della donna e le sue aspirazioni a qualcosa di più nobile, c'erano naturalmente gli amori alla luce del sole. In questo periodo entrarono nelle grazie della principessa un compositore torinese e un pittore provenzale: Felice Blangini e Louis de Forbin. Il primo fu nominato directeur de sa musique e le impartì pretestuose lezioni di canto e pianoforte, mentre il secondo, ciambellano della corte, intrattenne con lei un rapporto più profondo, in cui ai piaceri del corpo venivano uniti quelli dello spirito.
Nell'agosto del 1804 era morto il figlio Dermide (a causa della sua cagionevole salute) mentre lei si trovava alle terme di Bagni di Lucca e lo aveva lasciato a Frascati vicino al fratello Luciano. Con l'incoronazione di Napoleone come Imperatore, a Camillo Borghese fu affidata la giurisdizione di Torino e delle zone circostanti.
Intanto Paolina continuava ad ammalarsi, tanto che dovette passare parte dell'autunno 1807 a Gréoux, in Provenza, e recarsi poi a Nizza. In questa città rimase fino all'aprile successivo, risiedendo nella villa che apparterrà alla signora Furtado Heine. Un giorno, colta da un'improvvisa nostalgia dell'infanzia, volle essere portata ad Antibes per rivedere la casa in cui aveva vissuto con la madre e le sorelle. Con grande sfarzo la corte fece il tragitto via mare su un battello, accolta dal comandante di Antibes e da una piccola folla, avvertita dell'arrivo dell'insolito convoglio. Condotta alla casa, Paolina «correva come una bimba» e si diede alla felice e nostalgica rievocazione di quale fosse un tempo l'ordinamento delle stanze.
Tornata a Nizza, il marito continuava a non mancarle, ma una seduta del 2 febbraio 1808 previde il trasferimento di Camillo a Torino in qualità di governatore generale. Così, il 13 aprile il principe raggiunse Nizza, partendo cinque giorni più tardi alla volta di Torino, con grande rammarico della moglie.

#### Torino
Gli ultimi cinque giorni nizzardi furono l'occasione per trovare nel diletto qualche consolazione. Col seguito di Camillo era giunto in Costa Azzurra qualche avvenente accompagnatore, tra cui Maxime de Villemarest, che rimase incantato dalla bellezza ideale della principessa, ed ebbe l'onore di sentirla cantare in un duetto al fianco di Blangini.
Il 18 si dovette comunque partire. Il convoglio sfiorava il ridicolo: lacchè in livrea, postiglioni, una quantità spropositata di bagagli e una portantina su cui adagiare Paolina quando la salita diveniva troppo dura per i cavalli. La sorella dell'imperatore faceva ogni sorta di capricci che il marito, conscio di aver guadagnato una posizione di prestigio solo grazie all'illustre cognato, sopportava con altrettanto posticcia docilità.
Il viaggio prevedeva frequenti pause a causa della salute cagionevole di Paolina. La prima sera il convoglio raggiunse Sospello, la seconda guadagnò Tenda. Qui i capricci raggiunsero l'acme: la principessa, in preda a una "tremenda" colica, pretendeva che le fosse fatto un clistere con un budello di vitello. Data l'estrema difficoltà di rinvenire l'animale in così poco tempo, Camillo tentò invano di convincere la moglie ad accontentarsi di rimedi a portata di mano. Non ci fu nulla da fare. Domestici e scudieri dovettero obbedire all'ordine. Il vitello fu infine trovato e la donna si "sentì immediatamente meglio", per il sollievo di tutta la compagnia.
Il giorno seguente l'arrivo a Limone permise di ammirare la campagna piemontese. Infine, il 21 aprile, si partì da Cuneo e si raggiunse Racconigi, dove le autorità torinesi portarono il proprio saluto. L'indomani vi fu il solenne ingresso in città.
Ebbe come damigella d'onore la coetanea Adele de Sellon, madre di Camillo Benso di Cavour, cui fu molto affezionata e del cui figlio, futuro statista, fu madrina di battesimo.
In riva al Po, nell'agosto 1810, i coniugi Borghese furono infatti padrini di battesimo di Camillo Benso di Cavour, sancendo così l'importante rete di relazioni che la famiglia del futuro primo ministro italiano era riuscita a intessere, dopo un periodo di difficoltà economica e sociale.
Paolina odiò sempre Torino, ritenendola noiosa, conservatrice ed eccessivamente bigotta, e pregò sempre l'amato fratello di darle il permesso di rientrare in Francia, che le fu, però, sempre negato. Continuò a essere infedele al marito che alla fine, non tollerando più la situazione, l'abbandonò.

### Ultimi anni
La separazione da Camillo Borghese durò quasi dieci anni durante i quali lei si spostò per tutta Europa (fu l'unica sorella di Napoleone che lo accompagnò nell'esilio all'Elba) mentre lui si stabilì a Firenze con la sua amante e cugina, la duchessa Livia Lante della Rovere.
Dopo la fuga del fratello dall'esilio, soggiornò forzatamente a Viareggio, a Bagni di Lucca e a Compignano, fino a stabilirsi a Roma, tentando in tutti i modi di raggiungere il fratello a Sant'Elena, ma le fu sempre negato il permesso.
Si ammalò di cancro al fegato e morì dopo essersi riconciliata con il marito, che la riaccolse a casa sua solamente perché gravemente malata. Trascorse gli ultimi mesi di vita nel palazzo fiorentino oggi chiamato Villa Fabbricotti.
Morì il 9 giugno 1825 e, secondo le sue volontà, fu sepolta nella cappella dei Borghese a Roma a Santa Maria Maggiore.

## Ascendenza
|                                                  |                            |                                | Genitori                         |  |  | Nonni |  |  | Bisnonni                                  |  |  | Trisnonni                         |  |
|                                                  |                            |                                |                                  |  |  |       |  |  | Sebastiano Nicola Buonaparte (1683 -1720) |  |  | Giuseppe Buonaparte (1663 – 1703) |  |
|                                                  |                            |                                |                                  |  |  |       |  |  | Sebastiano Nicola Buonaparte (1683 -1720) |  |  | Giuseppe Buonaparte (1663 – 1703) |  |
|                                                  |                            | Maria Bozzi (1668 c. – 1704)   |                                  |  |  |       |  |  | Sebastiano Nicola Buonaparte (1683 -1720) |  |  |                                   |  |
| Giuseppe Maria Buonaparte (1713 - 1763)          |                            |                                |                                  |  |  |       |  |  | Sebastiano Nicola Buonaparte (1683 -1720) |  |  |                                   |  |
|                                                  |                            | Maria Anna Tusoli di Bocagnano | Carlo Tusoli di Bocagnano        |  |  |       |  |  |                                           |  |  |                                   |  |
|                                                  |                            | Maria Anna Tusoli di Bocagnano | Carlo Tusoli di Bocagnano        |  |  |       |  |  |                                           |  |  |                                   |  |
|                                                  |                            | Maria Anna Tusoli di Bocagnano | Isabella                         |  |  |       |  |  |                                           |  |  |                                   |  |
| Carlo Maria Buonaparte (1746 - 1785)             |                            | Maria Anna Tusoli di Bocagnano |                                  |  |  |       |  |  |                                           |  |  |                                   |  |
|                                                  |                            | Giuseppe Maria Paravicini      | Francesco Maria Paravicini       |  |  |       |  |  |                                           |  |  |                                   |  |
|                                                  |                            | Giuseppe Maria Paravicini      | Francesco Maria Paravicini       |  |  |       |  |  |                                           |  |  |                                   |  |
|                                                  |                            | Giuseppe Maria Paravicini      | …                                |  |  |       |  |  |                                           |  |  |                                   |  |
| Maria Saveria Paravicini (1715 - prima del 1750) |                            | Giuseppe Maria Paravicini      |                                  |  |  |       |  |  |                                           |  |  |                                   |  |
|                                                  |                            | Maria Angela Salineri          | Angelo Agostino Salineri         |  |  |       |  |  |                                           |  |  |                                   |  |
|                                                  |                            | Maria Angela Salineri          | Angelo Agostino Salineri         |  |  |       |  |  |                                           |  |  |                                   |  |
|                                                  |                            | Maria Angela Salineri          | Francetta Merezano               |  |  |       |  |  |                                           |  |  |                                   |  |
| Paolina Bonaparte (1780 - 1825)                  |                            | Maria Angela Salineri          |                                  |  |  |       |  |  |                                           |  |  |                                   |  |
|                                                  | Giovanni Agostino Ramolino | Giovanni Girolamo Ramolino     |                                  |  |  |       |  |  |                                           |  |  |                                   |  |
|                                                  | Giovanni Agostino Ramolino | Giovanni Girolamo Ramolino     |                                  |  |  |       |  |  |                                           |  |  |                                   |  |
|                                                  | Giovanni Agostino Ramolino | Maria Letizia Boggiani         |                                  |  |  |       |  |  |                                           |  |  |                                   |  |
| Giovanni Geronimo Ramolino (1723 - 1755)         | Giovanni Agostino Ramolino |                                |                                  |  |  |       |  |  |                                           |  |  |                                   |  |
|                                                  |                            | Angela Maria Peri              | Andrea Peri                      |  |  |       |  |  |                                           |  |  |                                   |  |
|                                                  |                            | Angela Maria Peri              | Andrea Peri                      |  |  |       |  |  |                                           |  |  |                                   |  |
|                                                  |                            | Angela Maria Peri              | Maria Maddalena Colonna d'Istria |  |  |       |  |  |                                           |  |  |                                   |  |
| Maria Letizia Ramolino (1750 - 1836)             |                            | Angela Maria Peri              |                                  |  |  |       |  |  |                                           |  |  |                                   |  |
|                                                  |                            | Giuseppe Maria Pietrasanta     | Giovanni Antonio Pietrasanta     |  |  |       |  |  |                                           |  |  |                                   |  |
|                                                  |                            | Giuseppe Maria Pietrasanta     | Giovanni Antonio Pietrasanta     |  |  |       |  |  |                                           |  |  |                                   |  |
|                                                  |                            | Giuseppe Maria Pietrasanta     | Paola Brigida Sorba              |  |  |       |  |  |                                           |  |  |                                   |  |
| Angela Maria Pietrasanta (1725 - 1790)           |                            | Giuseppe Maria Pietrasanta     |                                  |  |  |       |  |  |                                           |  |  |                                   |  |
|                                                  |                            | Maria Giuseppa Malerba         | Ignazio Malerba                  |  |  |       |  |  |                                           |  |  |                                   |  |
|                                                  |                            | Maria Giuseppa Malerba         | Ignazio Malerba                  |  |  |       |  |  |                                           |  |  |                                   |  |
|                                                  |                            | Maria Giuseppa Malerba         | …                                |  |  |       |  |  |                                           |  |  |                                   |  |
|                                                  |                            | Maria Giuseppa Malerba         |                                  |  |  |       |  |  |                                           |  |  |                                   |  |